# Batalha de Clídio
A batalha de Clídio (em grego: Κλειδιών; romaniz.: Kleidion; em latim: Clidium, o nome da vila medieval de Klyuch e que significa "(a) chave"), também chamada de batalha de Belasica, foi travada em 29 de julho de 1014 entre o Império Búlgaro e o Império Bizantino. Ela foi o ápice de quase meio-século de lutas entre o tsar búlgaro Samuel e o imperador bizantino Basílio II Bulgaróctono no final do século X e início do século XI. O resultado foi uma vitória decisiva dos bizantinos.
A batalha se realizou no vale entre as cordilheiras de Belasica e Ograiden, perto da vila búlgara moderna de Klyuch. O encontro decisivo se deu em 29 de julho num ataque na retaguarda búlgara por uma força liderada pelo general bizantino Nicéforo Xífias, que havia se infiltrado nas posições inimigas. A batalha que se seguiu foi uma grande derrota para os búlgaros, que tiveram seus soldados capturados e cegados por ordens de Basílio II, que seria conhecido a partir de então como "matador de búlgaros". Samuel sobreviveu, mas morreu dois meses depois de um ataque cardíaco, supostamente ao ver seus soldados cegos.
Embora a batalha de Clídio não tenha derrubado o Primeiro Império Búlgaro, sua habilidade de resistir aos avanços bizantinos foi muito reduzida e ela pode ser considerada como um evento-chave nas guerras bizantino-búlgaras. Os herdeiros de Samuel não conseguiram impedir o avanço dos bizantinos e, em 1018, o Império Búlgaro finalmente foi destruído por Basílio II.

## Prelúdio
As origens do conflito remontam ao século VII, quando os búlgaros liderados pelo cã Asparuque fundou um estado ao longo do Danúbio em uma das províncias do Império Bizantino. Para sobreviver, o nascente estado búlgaro foi forçado a lutar em uma série de guerras contra Bizâncio.
Em 968, a Bulgária foi invadida ao norte pelo príncipe de Quieve Esvetoslau I (r. 945–972). Nesta época, o Império Búlgaro, que chegara a ameaçar a existência de Bizâncio no reinado de Simeão (r. 893–927), já havia perdido muito de seu poder. Durante o conflito, raides dos quievanos foram repetidamente derrotados pelos bizantinos, que também estavam em guerra contra os búlgaros, um conflito que vinha continuamente desde a queda da capital búlgara, Preslava, em 971. Esta guerra havia obrigado o imperador búlgaro Bóris II (r. 969–971) a renunciar o título imperial em Constantinopla e a ceder a região oriental da Bulgária para os bizantinos. Os bizantinos assumiram que este resultado implicaria no fim da Bulgária independente, mas a região ocidental búlgara continuou autônoma sob o comando dos irmãos Cometópulos, David, Moisés, Aarão e Samuel, que iniciaram a resistência contra o jugo bizantino.
Quando o imperador bizantino Basílio II ascendeu ao trono, em 976, ele fez da conquista da Bulgária sua primeira ambição. Os búlgaros ocidentais, agora liderados por Samuel, eram seus adversários. A primeira campanha do novo imperador foi desastrosa e o imperador quase não conseguiu escapar com vida quando os búlgaros aniquilaram o exército bizantino na Batalha da Porta de Trajano em 986. Nos quinze anos seguintes, enquanto Basílio estava preocupado com revoltas internas contra seu governo e com a ameaça do Califado Fatímida no oriente, Samuel reconquistou a maior parte do território perdido e levou a guerra até o território bizantino numa série de campanhas ofensivas. Porém, sua invasão da Grécia meridional, que chegou até Corinto, resultou na grande derrota da batalha de Esperqueu em 996. A próxima fase da guerra iniciou em 1000, quando Basílio, agora seguro em sua posição internamente, iniciou uma série de ofensivas contra a Bulgária. Ele conquistou a Mésia e, três anos depois, suas forças tomaram Vidin. Em 1004, Basílio infligiu uma séria derrota sobre Samuel na Batalha de Escópia. Em 1005, foi a vez da Tessália e partes da região sul da Macedônia. Nestes e nos anos seguintes, um padrão emergiu: os bizantinos iniciavam uma campanha na Bulgária, cercando fortes e pilhando a zona rural, enquanto que o numericamente inferior exército búlgaro, incapaz de fazer uma oposição direta, lançava raides na Grécia e na Macedônia para distrair a atenção dos bizantinos. Apesar de alguns sucessos, eles não conseguiram consolidar nenhum resultado permanente e nem conseguiram forçar Basílio a abandonar as campanhas na Bulgária. Um contra-ataque em 1009 fracassou na Batalha de Creta e, embora nem os próprios bizantinos tenham conseguido nenhuma vitória decisiva, esta metódica guerra de atrito privou os búlgaros de suas fortalezas e enfraqueceu gradativamente as suas forças. Nas palavras do historiador bizantino João Escilitzes:
| “ | O imperador Basílio II Bulgaróctono continuou a invadir a Bulgária ano após ano, destruindo e devastando tudo o que encontrava pelo caminho. Samuel não conseguiu impedi-lo em campo aberto ou lutar contra o imperador numa batalha decisiva, acabou sofrendo muitas derrotas e começou a perder sua força. | ” |
|   | — João Escilitzes, História. |   |

O ápice desta guerra veio em 1014, quando Samuel, à frente de seu exército, resolveu finalmente dar combate ao exército bizantino antes que ele pudesse entrar no coração das terras búlgaras.

## Preparativos para a batalha
Samuel sabia que o exército bizantino teria que invadir seu país através de passos de montanha e, assim, tomou providências para guardá-los. Eles construíram trincheiras ao longo da fronteira e fortificaram muitos dos vales e passos com muralhas e torres, especialmente o passo de Clídio no rio Estrimão, por onde Basílio obrigatoriamente teria que passar para alcançar o coração da Bulgária. Samuel fortificou também da encosta norte do Belasica até o sul e leste do castelo de Estrúmica. O largo vale do rio Estrúmica era um local apropriado para um ataque e já tinha sido utilizado pelas forças bizantinas justamente pra isso em anos anteriores. Os búlgaros puseram ali uma forte guarnição. Além disso, o tsar escolheu Estrúmica como sua base defensiva - ela guardava a estrada que vinha de Tessalônica e seguia até a Trácia para leste e Ácrida para oeste. O terreno ondulado mais ao sul estava tomado por fortificações de terra e muralhas guarnecidas pelas mais fortes unidades búlgaras.
A decisão de Samuel de enfrentar Basílio II e o grosso de seu exército em Clídio não foi apenas provocada pelas constantes derrotas e invasões que já haviam devastado seu país, mas também por uma preocupação com a sua própria autoridade perante a nobreza búlgara, que fora fatalmente enfraquecida pelas campanhas de Basílio. Em 1005, por exemplo, o governador do importante porto adriático de Dirráquio havia rendido sua cidade para Basílio II. Para encarar a ameaça, Samuel juntou um grande exército, que alguns alegaram ter chegado a 45 000 homens. Basílio II também se preparou cuidadosamente, juntando um grande exército e colocando-o sob a liderança de seus mais experientes generais, incluindo o governador de Filipópolis (Plovdiv), Nicéforo Xífias, que havia conquistado as antigas capitais búlgaras de Plisca e Preslava de Samuel em 1001.

## A batalha

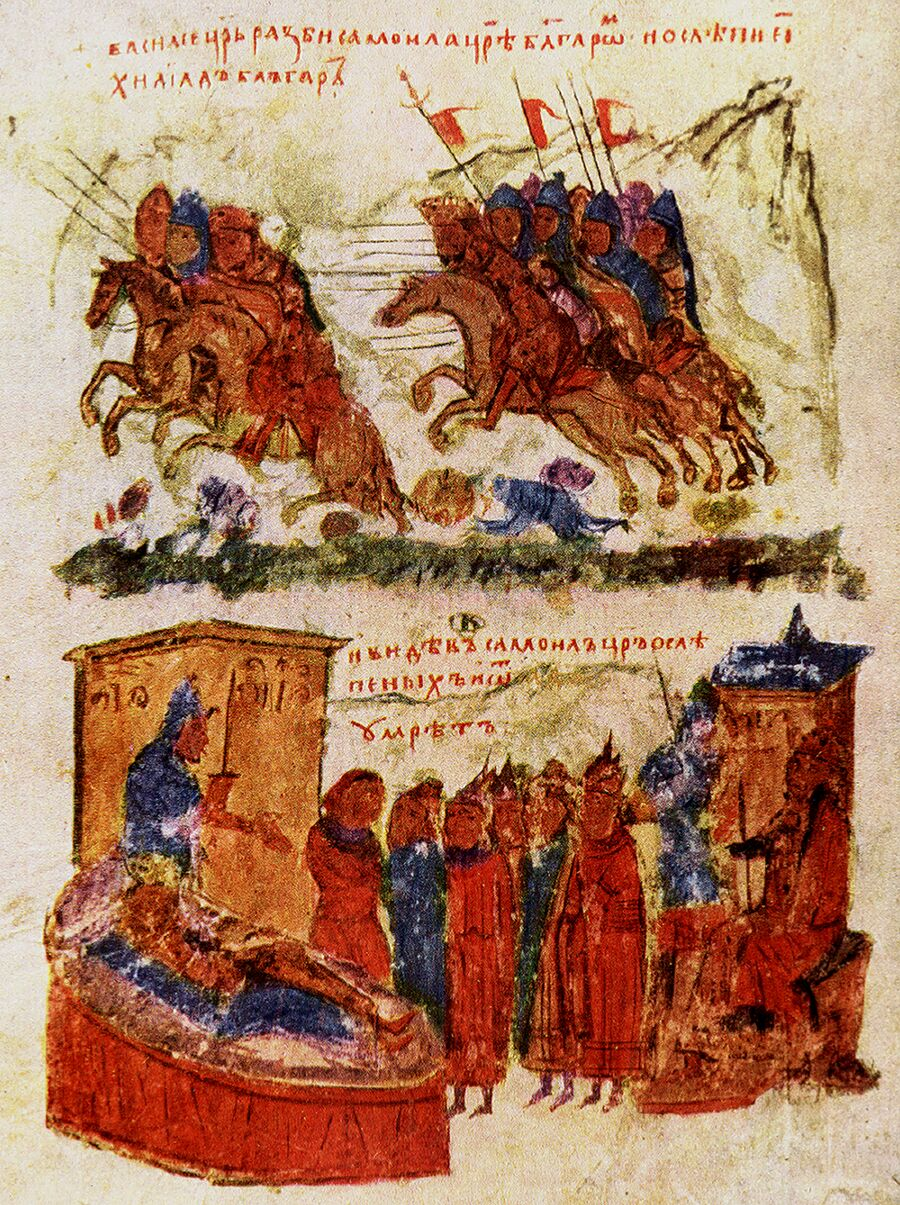
Os bizantinos derrotando os búlgaros (acima). O imperador Samuel morrendo ao ver seus soldados cegos retornado do cativeiro (abaixo).
Iluminura da Crônica de Constantino Manasses.

O exército bizantino marchou de Constantinopla e passou por Comotini, Drama e Serres, alcançando o desfiladeiro de Rupel no rio Struma. A partir dali, o exército entrou no vale do Estrúmica e chegou às redondezas da vila de Klyuch, onde o rio faz uma curva e se aproxima de Belasitsa e Ograiden. Ali, a marcha foi interrompida por uma grossa muralha de madeira defendida por soldados búlgaros. Os bizantinos atacaram a paliçada imediatamente, mas foram repelidos com pesadas baixas.
Num contra-ataque, Samuel enviou um grande exército sob o comando de um dos mais hábeis nobres búlgaros, Nestoritsa, para atacar mais ao sul e atrair a atenção de Basílio para longe do cerco em Klyuch. As forças de Nestoritsa chegaram até Tessalônica, mas tropas bizantinas sob Teofilacto Botaniates, o estratego da cidade, e seu filho, Miguel, conseguiram derrotá-los frente às muralhas da cidade numa batalha sangrenta. Teofilacto capturou muitos soldados e grande quantidade de equipamentos militares, marchando imediatamente para o norte para se juntar ao imperador.
A primeira tentativa de Basílio II de vencer as defesas na entrada do passo não tiveram sucesso e seu exército não conseguiu atravessar o vale, que estava sendo defendido por 15-20 000 búlgaros. Apesar das dificuldades, o imperador não abandonou o ataque. Ele ordenou que o general Nicéforo Xífias manobrasse suas tropas contornando a alta montanha de Belasica para cercar os búlgaros, enquanto ele continuaria atacando a muralha. Xífias liderou suas tropas por um caminho estreito que levava diretamente até a retaguarda búlgara. Em 29 de julho, o general bizantino atacou a guarnição e a aprisionou no vale. Os soldados búlgaros abandonaram as torres defensivas para enfrentar a nova ameaça às suas costas, o que permitiu que Basílio rompesse a linha defensiva búlgara e destruísse a paliçada.
Na confusão que se seguiu, milhares de tropas búlgaras foram mortas e o restante tentava desesperadamente fugir para oeste. Samuel e seu filho, Gabriel Radomir, imediatamente seguiram para leste, partindo de seu quartel-general na fortaleza de Estrúmica, para ajudar o exército, mas numa luta desesperada perto da vila de Mocrievo (atualmente na República da Macedônia), eles foram sobrepujados pelo inimigo, que avançava rapidamente. Mais soldados búlgaros foram mortos em Mokrievo e muitos mais foram capturados, enquanto que o imperador escapou por pouco, se libertando após um ato de bravura de seu filho, que colocou seu pai na garupa de seu próprio cavalo para levá-lo à segurança de Prilepo. Dali, Samuel voltou para PRespa, enquanto que Gabriel seguiu para Estrúmica para continuar a luta.

### Consequências imediatas
Após sua vitória, Basílio II avançou pelo Estrúmica, que era vital para a defesa de todo o vale do Vardar. No caminho para a cidade, os bizantinos tomaram fortaleza de Macúcio, a leste da direção que avançavam. O imperador bizantino também enviou um exército sob o comando de Botaniates com ordens de contornar Estrúmica para destruir todas as muralhas defensivas ao sul, liberando o caminho até Tessalônica. Com o resto de suas tropas, Basílio cercou a cidade. Os búlgaros permitiram que Botaniates destruíssem as fortificações, mas ele e seu exército foram emboscados por soldados búlgaros num vale estreito logo depois de terem completado a tarefa. Na batalha que se seguiu, Botaniates foi completamente derrotado e o comandante búlgaro, Gabriel Radomir, matou pessoalmente o general bizantino com sua lança. Como resultado, Basílio II foi forçado a levantar o cerco de Estrúmica e recuar. No caminho de volta, a eloquência do cubiculário Sérgio convenceu os defensores de Melnique a se renderem, outro pesado golpe para os búlgaros, uma vez que a cidade protegia a estrada que vinha do sul em direção a Sófia.

### Prisioneiros

Mapa do Império Bizantino mostrando a conquista de Basílio II em suas campanhas contra os búlgaros e as localidades mais importantes.

João Escilitzes relata que Basílio derrotou completamente o exército búlgaro e tomou 15 000 prisioneiros (14 000 segundo Cecaumeno). Historiadores modernos, porém, como Vasil Zlatarski, alegam que estes números são exagerados. A tradução búlgara do século XIV da "Crônica" de Constantino Manasses afirma que foram 8 000 prisioneiros. Basílio dividiu-os em grupos de 100 homens e cegou 99 em cada grupo, deixando apenas um homem - com um olho só - para liderar o grupo para casa, um ato que era ao mesmo tempo uma retaliação pela morte de Botaniates - o general e conselheiro favorito de Basílio - e também para esmagar o moral búlgaro. Outra razão possível era que, aos olhos dos bizantinos, os búlgaros não passavam de rebeldes e o cegamento era a punição habitual para este crime. Por este ato, Basílio ganhou o epíteto de Bulgaróctono (Βουλγαροκτόνος - "Matador de búlgaros"). Samuel morreu num ataque cardíaco em 6 de outubro de 1014, supostamente depois de ver seus soldados cegos.

## Outras consequências
A morte de Botaniates na derrota em Estrúmica e os quatro anos que ainda se seguiriam indicam que o sucesso bizantino não foi completo e alguns historiadores modernos duvidam que a derrota búlgara tenha sido tão completa quanto descrita por Escilitzes e Cecaumeno. Outros enfatizam que a morte do imperador dois meses depois foi muito mais importante para o destino da Bulgária. Seus herdeiros, Gabriel Radomir e João Vladislau, não conseguiram resistir de forma efetiva aos ataques de Basílio II e a Bulgária terminou completamente derrotada em 1018, quando o imperador João Vladislau foi morto na Batalha de Dirráquio. A Bulgária se tornou uma província do Império Bizantino até a vitoriosa revolta liderada pelos irmãos Asen em 1185.
Outras teorias no estudo historiográfico discutem a importância desta batalha: o exército búlgaro sofreu pesadas perdas que não puderam mais ser repostas. A capacidade do governo central de controlar as províncias periféricas e interiores do império foi reduzida e as ações dos governadores locais e provinciais se tornaram mais importantes para o resultado da luta contra os bizantinos. Muitos deles se renderam voluntariamente a Basílio II.
A batalha também impactou os sérvios e os croatas, que foram forçados a reconhecer a supremacia do imperador bizantino depois de 1018. As fronteiras do Império Bizantino foram restauradas até sua posição original, no Danúbio, pela primeira vez desde o século VII, permitindo que Bizâncio controlasse toda a península Balcânica, do Danúbio até o Peloponeso e do Adriático até o Mar Negro.